# Gavoi
Gavoi es un municipio de la provincia de Nuoro (Cerdeña) de 3.010 habitantes (2018).
Está situado en el corazón de la Barbagia di Ollolai, en una posición estratégica entre Nuoro y el Gennargentu. Se halla en el área suroriental de una colina (Monte 'e su Sennore) frente a los montes de Lodine (Pisanu Mele), donde hay un bosque frondoso y numerosos cursos de agua.
En los alrededores está el lago artificial de Gusana. Podemos encontrar interesantes yacimientos de la época nurágica y romana.

## Evolución demográfica
| Gráfica de evolución demográfica de Gavoi entre 1861 y 2001 |
|                                                             |
| Fuente ISTAT - elaboración gráfica de Wikipedia             |

- Datos: Q294827
- Multimedia: Gavoi / Q294827

1. ↑  Worldpostalcodes.org, código postal n.º 08020.
2. ↑  «Codici Catastali». Comuni-italiani.it (en italiano). Consultado el 29 de abril de 2017.